# Nuoto sincronizzato alla XXVII Universiade
Le gare di nuoto sincronizzato della XXVII Universiade si sono svolte a Kazan', in Russia, dal 5 al 9 luglio 2013. Il nuoto sincronizzato ha fatto il suo debutto alle Universiadi.

## Podi
| Evento    | Oro | Argento | Bronzo |
| Singolo   | Svetlana Romašina | Yukiko Inui | Linda Cerruti |
| Doppio    | Russia Svetlana Kolesničenko Svetlana Romašina | Giappone Yukiko Inui Risako Mitsui                                                                                                  | Italia Linda Cerruti Costanza Ferro |
| Squadre   | Russia Vlada Čigirëva Svetlana Kolesničenko Dar'ja Korobova Aleksandra Packevič Elena Prokof'eva Alla Šiškina Marija Šuročkina Anželika Timanina                              | Giappone Chisato Haga Aika Hakoyama Mayo Itoyama Hikaru Kazumori Kei Marumo Risako Mitsui Kanami Nakamaki Misa Sugiyama             | Stati Uniti Madison Crocker Morgan Fuller Megan Hansley Mariya Koroleva Michelle Moore Olivia Morgan Rosilyn Tegart Khadija Zanotto          |
| Combinato | Russia Vlada Čigirëva Michaėla Kalanča Dar'ja Korobova Anis'ja Ol'chova Aleksandra Packevič Elena Prokof'eva Alla Šiškina Marija Šuročkina Anželika Timanina Aleksandra Zueva | Giappone Chisato Haga Aika Hakoyama Yukiko Inui Mayo Itoyama Hikaru Kazumori Kei Marumo Risako Mitsui Kanami Nakamaki Misa Sugiyama | Ungheria Lili Edit Blaskó Eperke Kitti Fazekas Júlia Kiss Kinga Koltai Zsuzsanna Kovács Réka László Zsófia László Sára Tringer Csilla Vándor |

## Medagliere
| Pos.   | Paese       |   |   |   | Totale |
| ------ | ----------- | - | - | - | ------ |
| 1      | Russia      | 4 | 0 | 0 | 4      |
| 2      | Giappone    | 0 | 4 | 0 | 4      |
| 3      | Italia      | 0 | 0 | 2 | 2      |
| 4      | Ungheria    | 0 | 0 | 1 | 1      |
| 4      | Stati Uniti | 0 | 0 | 1 | 1      |
| Totale | Totale      | 4 | 4 | 4 | 12     |